# Hard Upper Torso
Hard Upper Torso Assembly oder HUT (englisch für fester Oberkörper) ist eine zentrale Komponente vieler Raumanzüge. Der Begriff kommt ursprünglich von der Extravehicular Mobility Unit (EMU) der NASA. Ein HUT stellt einen festen Schutz für den Oberkörper des Raumfahrers dar. Das Hard Upper Torso Assembly besitzt Befestigungsmöglichkeiten für die Arme, den Helm, den Unterkörperschutz und die Beine. Oft ist ein Lebenserhaltungssystem integriert oder auf dem Rücken angebracht.
Die für die NASA entwickelte ursprüngliche EMU besaß Schultergelenke mit Balgen, welche die Änderung des Winkels der Arme zuließen. Dies erleichterte den Einstieg in den Raumanzug und ermöglichte es während einer EVA eine andere, der Tätigkeit im Weltraum angepasste Einstellung. Da die Balge nur eine kurze Lebensdauer hatten, wurde der Anzug in den 1990er Jahren umgestaltet und erhielt einen HUT mit festen Armwinkeln, genannt Planar HUT. Damit wurde allerdings die Mobilität des Trägers eingeschränkt und das An- und Ausziehen erschwert.
Die NASA hatte ursprünglich fünf verschiedene Größen von HUTs für die EMU vorgesehen. Wegen der hohen Herstellungskosten wurden HUTs aber zuerst nur in vier Größen gefertigt, dann in zwei, später in drei verschiedenen Größen, weshalb nicht alle Raumfahrer einen Weltraumausstieg durchführen können.
Während bei der EMU der HUT über den Kopf gezogen und dann mit dem unteren Teil verbunden wird, besteigt der Raumfahrer beim russischen Orlan-Raumanzug diesen von hinten. Die Anziehprozedur ist damit einfacher auszuführen.